# Worthing West
Circonscription parlementaire de la Chambre des communes
La circonscription de Worthing West est une circonscription parlementaire britannique située dans le West Sussex. Elle couvre l'ouest de la ville de Worthing, ainsi que les villes de East Preston et Rustington.
Depuis 2024, elle est représentée à la Chambre des communes du Parlement britannique par Beccy Cooper, du Parti travailliste.

## Members of Parliament
| Élection | Élection | Member              | Member | Parti        |
| -------- | -------- | ------------------- | ------ | ------------ |
|          | 1997     | Sir Peter Bottomley |        | Conservateur |
|          | 2024     | Beccy Cooper        |        | Travailliste |

## Élections

### Élections dans les années 2010
| Parti         | Parti                | Candidat             | Voix   | %    | ±   |
| ------------- | -------------------- | -------------------- | ------ | ---- | --- |
|               | Conservateur         | Peter Bottomley      | 30,475 | 55,8 | 0.4 |
|               | Travailliste         | Rebecca Cooper       | 15,652 | 28,6 | 4.6 |
|               | Libéral Démocrate    | Jamie Bennett        | 6,024  | 11,0 | 5.6 |
|               | Green                | Joanne Paul          | 2,008  | 3,7  | 0.7 |
|               | Indépendant          | David Aherne         | 489    | 0,9  | N/A |
| Majorité      | Majorité             | Majorité             | 14,823 | 27,2 | 5.0 |
| Participation | Participation        | Participation        | 54,648 | 69,5 | 0.6 |
|               | Conservateur retenir | Conservateur retenir | Swing  | 2.5  |     |

| Parti         | Parti                | Candidat             | Voix   | %    | ±     |
| ------------- | -------------------- | -------------------- | ------ | ---- | ----- |
|               | Conservateur         | Peter Bottomley      | 30,181 | 55,4 | +3.9  |
|               | Travailliste         | Rebecca Cooper       | 18,091 | 33,2 | +17.5 |
|               | Libéral Démocrate    | Hazel Thorpe         | 2,983  | 5,5  | -3.3  |
|               | Green                | Benjamin Cornish     | 1,614  | 3,0  | -2.8  |
|               | UKIP                 | Mark Withers         | 1,635  | 3,0  | -15.3 |
| Majorité      | Majorité             | Majorité             | 12,090 | 22,2 | -11.0 |
| Participation | Participation        | Participation        | 54,614 | 70,2 | +3.1  |
|               | Conservateur retenir | Conservateur retenir | Swing  | -6.8 |       |

| Parti         | Parti                | Candidat             | Voix   | %    | ±     |
| ------------- | -------------------- | -------------------- | ------ | ---- | ----- |
|               | Conservateur         | Peter Bottomley      | 26,124 | 51,5 | −0.3  |
|               | UKIP                 | Timothy Cross        | 9,269  | 18,3 | +12.3 |
|               | Travailliste         | Jim Deen             | 7,955  | 15,7 | +3.9  |
|               | Libéral Démocrate    | Hazel Thorpe         | 4,477  | 8,8  | −19.0 |
|               | Green                | David Aherne         | 2,938  | 5,8  | +3.8  |
| Majorité      | Majorité             | Majorité             | 16,855 | 33,2 |       |
| Participation | Participation        | Participation        | 50,763 | 67,1 | +2.4  |
|               | Conservateur retenir | Conservateur retenir | Swing  | -6.3 |       |

| Parti         | Parti                | Candidat             | Voix   | %    | ±    |
| ------------- | -------------------- | -------------------- | ------ | ---- | ---- |
|               | Conservateur         | Peter Bottomley      | 25,416 | 51,7 | +4.1 |
|               | Libéral Démocrate    | Hazel Thorpe         | 13,687 | 27,9 | +1.1 |
|               | Travailliste         | Ian Ross             | 5,800  | 11,8 | −7.4 |
|               | UKIP                 | John Wallace         | 2,924  | 6,0  | +0.7 |
|               | Green                | David Aherne         | 996    | 2,0  | N/A  |
|               | Christian            | Stuart Dearsley      | 300    | 0,6  | N/A  |
| Majorité      | Majorité             | Majorité             | 11,729 | 23,9 |      |
| Participation | Participation        | Participation        | 49,123 | 64,7 | +2.7 |
|               | Conservateur retenir | Conservateur retenir | Swing  | +1.5 |      |

### Élections dans les années 2000
| Parti         | Parti                | Candidat             | Voix   | %    | ±    |
| ------------- | -------------------- | -------------------- | ------ | ---- | ---- |
|               | Conservateur         | Peter Bottomley      | 21,383 | 47,6 | +0.1 |
|               | Libéral Démocrate    | Claire Potter        | 12,004 | 26,7 | +0.2 |
|               | Travailliste         | Antony Bignell       | 8,630  | 19,2 | −2.3 |
|               | UKIP                 | Timothy Cross        | 2,374  | 5,3  | +0.8 |
|               | Légalise Cannabis    | Chris Baldwin        | 515    | 1,2  | N/A  |
| Majorité      | Majorité             | Majorité             | 9,379  | 20,9 |      |
| Participation | Participation        | Participation        | 44,906 | 62,6 | +2.1 |
|               | Conservateur retenir | Conservateur retenir | Swing  | -0.1 |      |

| Parti         | Parti                | Candidat             | Voix   | %    | ±     |
| ------------- | -------------------- | -------------------- | ------ | ---- | ----- |
|               | Conservateur         | Peter Bottomley      | 20,508 | 47,5 | +1.3  |
|               | Libéral Démocrate    | James Walsh          | 11,471 | 26,5 | −4.6  |
|               | Travailliste         | Alan Butcher         | 9,270  | 21,5 | +5.2  |
|               | UKIP                 | Timothy Cross        | 1,960  | 4,5  | +2.5  |
| Majorité      | Majorité             | Majorité             | 9,037  | 21,0 |       |
| Participation | Participation        | Participation        | 43,209 | 59,7 | −12.1 |
|               | Conservateur retenir | Conservateur retenir | Swing  | +3.0 |       |

### Élections dans les années 1990
| Parti         | Parti                                  | Candidat            | Voix   | %    | ±   |
| ------------- | -------------------------------------- | ------------------- | ------ | ---- | --- |
|               | Conservateur                           | Peter Bottomley     | 23,733 | 46,1 | N/A |
|               | Libéral Démocrate                      | Christopher A. Hare | 16,020 | 31,1 | N/A |
|               | Travailliste                           | John P. Adams       | 8,347  | 16,2 | N/A |
|               | Référendum                             | Nick John           | 2,313  | 4,5  | N/A |
|               | UKIP                                   | Timothy Cross       | 1,029  | 2,0  | N/A |
| Majorité      | Majorité                               | Majorité            | 7,713  | 15,0 | N/A |
| Participation | Participation                          | Participation       | 51,442 | 71,8 | N/A |
|               | Conservateur vainqueur (nouveau siège) |                     |        |      |     |